# H.264
H.264, MPEG-4 Part 10 of AVC (Advanced Video Coding) is een digitale videocodec voor een efficiënte compressie van videobeelden. De codec werd gepubliceerd op 17 augustus 2004.
Door de ontwikkeling van het internet is het aantal internetdiensten toegenomen. Aangezien geheugencapaciteit en processorsnelheid van computers eveneens zijn toegenomen kan de noodzaak van een verbeterde codec niet zo groot lijken, maar een sterkere compressie brengt ook andere voordelen met zich mee (zie onder). Daarom besloten ITU-T VCEG en ISO MPEG hun krachten te bundelen en richtten ze het Joint Video Team (JVT) op, om samen een nieuwe videocoderingsstandaard te ontwikkelen: H.264/AVC.

## Voordelen
- bij streaming video wordt met dezelfde bandbreedte een hogere kwaliteit mogelijk
- kortere downloadtijden van videobestanden
- hogere kwaliteit en/of langere films op een dvd
- af te spelen op verschillende mobiele apparaten, zoals smartphones

## Toepassingen
De encoder voor H.264/MPEG-4 AVC-videostreams is het open sourcepakket x264. Onder meer de volgende toepassingen maken gebruik van de x264-encoder:
- MobileASL
- Speed Demos Archive
- TASvideo
- YouTube
- Chromecast, Miracast

## Werking en verschil met andere standaarden
Door gebruik te maken van vorige gecodeerde frames als referentie op een veel flexibelere manier dan de vorige standaarden, laat "multi-picture inter-picture prediction" toe tot 16 referentieframes te gebruiken (of 32 referentievelden bij gebruik van interlaced scanning). Dit is een zeer groot verschil in vergelijking met vorige standaarden die slechts een enkele referentie toelieten (of twee referenties in het geval van B-frames). Dit type van codering heeft in de meeste scènes slechts een klein effect op de bitrate en de kwaliteit, maar in bepaalde types van scènes - met herhaalde bewegingen, flashback/forward of achtergronden met een getypeerd reliëf - creëert deze codering een beduidend lagere bitrate terwijl de kwaliteit van het beeld behouden blijft.